# Mathilde Schacht
Mathilde Schacht, geborene Quendt (* vor 1888 in Hamburg; † 9. Oktober 1941 in Hannover), war eine deutsche Theaterschauspielerin und Soubrette.

## Leben
Schacht begann ihre Bühnenlaufbahn am Thalia-Theater in ihrer Geburtsstadt in plattdeutschen Stücken mit Lotte Mende. In ihrer Zeit am Theater in Straßburg lernte sie den Schauspieler Eduard Schacht kennen, den sie heiratete und mit ihm mehrere Kinder bekam, darunter der Autor Roland Schacht und der Architekt und Graphiker Walter Schacht. Als ihr Mann ans Königliche Theater in Hannover verpflichtet wurde, wo er ab 1891 spielte, zog die Familie mit ihm, und Mathilde Schacht unterbrach ihre Bühnenlaufbahn.
Nachdem ihr Mann 1893 im Alter von 29 Jahren wenige Wochen nach der Geburt des jüngsten Sohnes Walter gestorben war, trat Mathilde Schacht wieder auf und übernahm Lust- und Schauspielrollen als Soubrette, teilweise auch im Altfach. Nennenswerte Rollen waren beispielsweise die Amme in William Shakespeares Romeo und Julia, als Kammermädchen „Rosa“ in Ferdinand Raimunds Drama Der Verschwender und die Rolle der Hökerin „Anne“ („Appelhanne“) in Karl Niemanns Komödie Wie die Alten sungen.